# 瀘渓県
瀘渓県（ろけい-けん）は湖南省湘西トゥチャ族ミャオ族自治州に位置する県。
長江の支流で、洞庭湖へ注ぐ沅江が流れている。

## 地理
標高300mから500mで最高地点は県南西部の山で884.3m。亜熱帯季節風気候に属し年間平均気温は17.5度で霜がない日は285日、日照時間は1500時間余りで年間降水量は1400mm

## 歴史
「瀘渓」という区分名は南北朝時代の南朝梁で511年（天監10年）に盧州を設置し、隋末の蕭銑が619年（鳳鳴3年）に盧渓県を設置したことに遡る。清代には湖南・辰沅永靖道の辰州府に属し、1649年（順治6年）「盧渓」を「瀘渓」に改称。
1912年（民国元年）に辰沅道に所属、1940年（民国29年）に湖南省第九行政督察区に所属した。1949年11月に湘西行署沅陵専区に所属、1952年に湘西トゥチャ族ミャオ族自治州に所属し現在に至る。

## 行政区画
- 鎮：達嵐鎮、興隆場鎮、潭渓鎮、洗渓鎮、武渓鎮、浦市鎮、合水鎮
- 郷：石榴坪郷、解放岩郷、小章郷、白羊渓郷